# Digitaliseringsinitiativet
Digitaliseringsinitiativet är ett företag baserat i Sverige som riktar in sig mot privatpersoner. Företaget driver en webbplats där det går att beställa olika myndighetshandlingar eller få olika uppgifter utförda hos myndigheter och organisationer. Exempelvis kan man beställa utdrag ur belastningsregistret, begära blanketter för hindersprövning eller begära utträde ur Svenska kyrkan. Dessa tjänster är normalt gratis när man ansöker hos myndigheterna eller organisationerna själva, men företaget tar ut en avgift. De skickar även felaktigt ut meddelande till folk att de beställt utdrag ur belastningsregistret.